# اتل شنون
اتل شنون (انگلیسی: Ethel Shannon؛ ۲۲ مهٔ ۱۸۹۸ – ۱۰ ژوئیهٔ ۱۹۵۱) یک هنرپیشه اهل ایالات متحده آمریکا بود.